# Allophyes obscura
Allophyes obscura är en fjärilsart som beskrevs av Barend J. Lempke 1964. Allophyes obscura ingår i släktet Allophyes och familjen nattflyn. Inga underarter finns listade i Catalogue of Life.